# Wolfgang Horter
Wolfgang Horter (* 20. Juli 1924) ist ein ehemaliger deutscher Fußballspieler. Mit Union/Turbine Halle (59 Spiele / 31 Tore) und Motor Oberschöneweide (17/9) spielte er in den frühen 1950er Jahren in der DDR-Oberliga, der höchsten Spielklasse im DDR-Fußball. 1951/52 gehörte er zur Meistermannschaft von Turbine Halle. 1955 und 1956 bestritt Horter für Viktoria 89 Berlin elf Spiele in der Endrunde um die deutsche Fußballmeisterschaft.

## Sportliche Laufbahn
Die Zentrale Sportgemeinschaft (ZSG) Union Halle startete 1949/50 als Ostzonenmeister in die erste Saison der neu gegründeten Ostzonen-Liga (später DS-Liga, DDR-Oberliga). Zum Spieleraufgebot gehörte auch der 25-jährige Wolfgang Horter. Er wurde in allen 26 Punktspielen als Stürmer eingesetzt und wurde mit seinen zwölf Treffern zweitbester Torschütze der Hallenser hinter Herbert Rappsilber. Die ZSG konnte ihren Meistertitel nicht verteidigen und landete nur auf Platz fünf der am Saisonschluss so genannten DS-Liga. Auch in der Saison 1950/51 erreichten die Hallenser, die inzwischen als Betriebssportgemeinschaft (BSG) Turbine antraten, mit Rang sechs nur ein Mittelfeldplatz. Die Saison dauerte 34 Spieltage, von denen Horter 31 Partien bestritt. Wieder im Angriff eingesetzt kam er zu 19 Torerfolgen und wurde damit zum besten Schützen seiner Mannschaft. Er wurde außerdem in die Landesauswahl Sachsen-Anhalt berufen, mit der er das Finale um den Länderpokal erreichte (1:2 gegen Sachsen). In der Spielzeit 1951/52 konnte Turbine Halle seine zweite Nachkriegsmeisterschaft erringen. Horter war daran nur noch mit zwei Punktspieleinsätzen und einem Tor beteiligt. Er bestritt für die BSG Turbine nur die beiden ersten Saisonspiele, danach wechselte er zum Oberligakonkurrenten BSG Motor Oberschöneweide.
Bei der Ost-Berliner BSG wurde Horter bereits am vierten Oberligaspieltag eingesetzt. Er führte sich sofort mit einem Tor ein, erzielte am 14. Spieltag einen Hattrick und schoss in 17 aufeinanderfolgenden Punktspieleinsätzen neun Tore. Im Januar 1952 schloss sich Horter dem West-Berliner Verein Viktoria 89 an. Mit ihm spielte er in der Berliner Vertragsliga und wurde mit der Viktoria 1955 und 1956 Berliner Meister. In den Endrunden um die deutsche Fußballmeisterschaft bestritt er 1955 fünf der sechs Vorrundenspiele sowie 1956 alle sechs Begegnungen der Vorrunde. Viktoria blieb in beiden Jahren sieglos, aber beim 1:5 gegen den Hamburger SV schoss Horter 1956 sein einziges Endrundentor.